# Фолио (гарнитура)

Сравнение некоторых символов из Акциденц-Гротеска, Фолио, Гельветики и Univers 55.

Фолио — гарнитура без засечек, разработанная Конрадом Бауэром и Вальтером Баумом в 1957 году для Bauer Type Foundry. Бауэр предоставил Fonderie Typographique Française лицензию на гарнитуру для продажи во Франции под названием Caravelle. Фолио считается частью интернационального типографического стиля наряду с Гельветикой и Универсом, выпущенными в то же время; все они созданы на основе Акциденц-Гротеска, однако Фолио более точно следует исходной модели, чем остальные. Шрифт имел умеренный успех в США. Семейство было расширено в 1963 году, когда были добавлены жирное и полужирное уплотнённое начертания; в период с 1956 по 1969 год Бауэр выпустил 17 начертаний для Фолио. Издание для фотонабора было выпущено Linotype.

## Использование
- Lowe's использует разные начертания Фолио на всех вывесках в магазинах.
- Литтл Сизарс[англ.] также использует различные начертания для вывесок в некоторых ресторанах.
- Universal Studios использовала Folio Bold Extended для обложек телешоу 60-х и 70-х годов.
- Темпе, штат Аризона, использует среднее начертание Фолио на уличных знаках.
- Мейбел использовала жирное курсивное начертание Фолио для обложек своих альбомов с момента выпуска сингла «One Shot».
- Музыканты Стэн Гетц и Жуан Жилберту использовали жирное начертание Фолио на обложке своего альбома Getz/Gilberto 1964 года.
- С 2020 года певица Леди Гага использует на своем веб-сайте обычное начертание Фолио[3].
- Текущий логотип компании Universal Television[англ.] использует как тонкое, так и полужирное начертание гарнитуры.